# Cordulegaster bidentata
Cordulegaster bidentata Selys, 1843 je vrsta iz familije Cordulegastridae. Srpski naziv ove vrste je Dvozubi konjić daždevnjak.

## Opis vrste
Žute šare na trbušnim segmentima se sa bočne strane sužavaju i ne spajaju u prstenove kao kod vrste Cordulegaster heros. Grudi su žuto-crne, a oči zelene. Okcipitalni trougao je crn. Krila su providna sa izduženom, crnom pterostigmom. U analnom trouglu krila nalaze se tri ćelije. Privesci na kraju tela mužjaka su u osnovi razdvojeni i više su paralelni nego što se šire ka krajevima. S bočne strane na njima se vide dva sitna „zuba” .

## Stanište
Potoci i manje reke sa kamenitom i šljunkovitom podlogom, često više otvorene (sa manje obalne vegetacije) nego staništa koja pogoduju vrsti C. heros. U Srbiji i može se naći i do 1500 metara nadmorske visine.     

## Životni ciklus
Parenje se odvija u vazduha, nakon čega ženke polažu jaja. Ženke poseduju dugu i čvrstu legalicu kojom polažu jaja ubušujući ih u pesak u plitkoj vodi potoka i manjih reka. Larveno razviće traje više godina i zavisi od sredinskih uslova. Larve su krupne i proždrljive i love iz zasede. Čest plen su im sitniji kičmenjaci. Nakon završetka larvenog razvića izležu se odrasli a svoje egzuvije ostavljaju na kamenju i granju blizu obale.

## Sezona letenja
Sezona letenja traje od sredine maja do kraja avgusta.